# Selepa taprobanis
Selepa taprobanis är en fjärilsart som beskrevs av Embrik Strand 1917. Selepa taprobanis ingår i släktet Selepa och familjen trågspinnare. Inga underarter finns listade i Catalogue of Life.